# Günterode
Günterode ist ein ländlicher Stadtteil von Heilbad Heiligenstadt im Landkreis Eichsfeld in Thüringen.

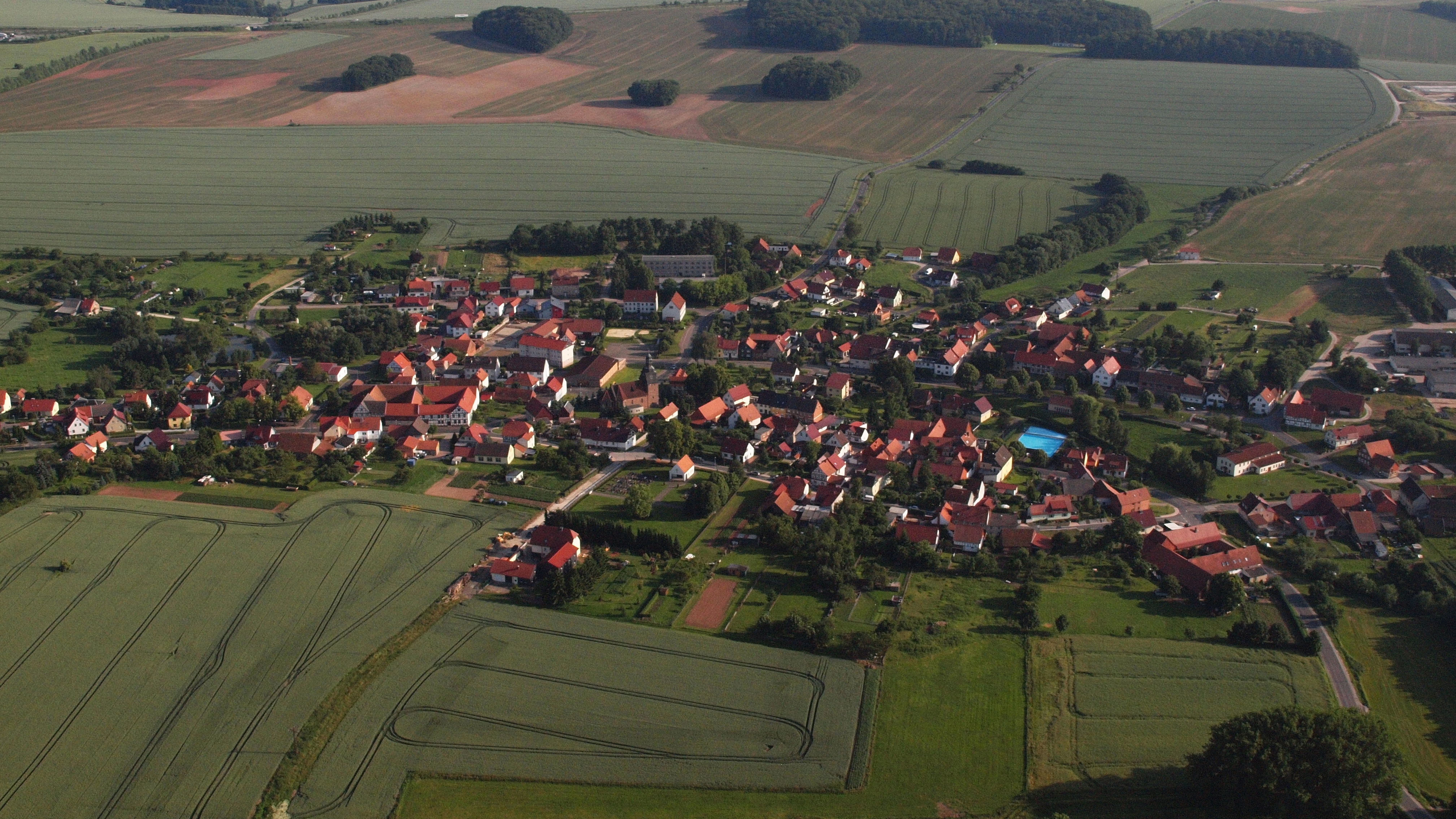
Günterode, Luftaufnahme (2013)

## Lage
Der Stadtteil Günterode liegt fünf Kilometer nordöstlich von Heilbad Heiligenstadt in der Nähe der Bundesautobahn 38 auf einem Buntsandsteinplateau des mittleren Eichsfeldes mit ländlichem Charakter. Weitere Nachbarorte sind Siemerode im Westen, Glasehausen im Norden und Reinholterode im Osten. Die Landesstraßen 1009 und 1010 verbinden den Ortsteil mit der Stadt und dem Umland.
Höchste Erhebung in der Gemarkung ist der Georgenfleck mit 369 m Höhe. Die Beber, ein rechter Nebenfluss der Leine, entspringt unmittelbar bei Günterode.
Unweit nördlich verlief die Innerdeutsche Grenze und verläuft die heutige thüringisch-niedersächsische Landesgrenze.

## Geschichte
Im Jahre 1146 wurde das Dorf erstmals urkundlich erwähnt; die Ortsnamensendung -rode bezeichnet die Rodungssiedlung eines Gundhari oder Gunther. Bis zur Säkularisation gehörten Günterode und die umliegenden Orte zur Kurmainz. Später waren sie Teil der Provinz Sachsen und lagen im Bezirk Erfurt. Ab den 1950er Jahren bis zur Wende und Wiedervereinigung 1989/1990 wurde Günterode von der Sperrung der nahen innerdeutschen Grenze beeinträchtigt.
1992 wurde Günterode nach Heiligenstadt eingemeindet, 2009 lebten 537 Personen in diesem Stadtteil.
Für Günterode ist ein eigenes Schulwesen von 1736 bis 2004 nachweisbar.

## Sehenswertes

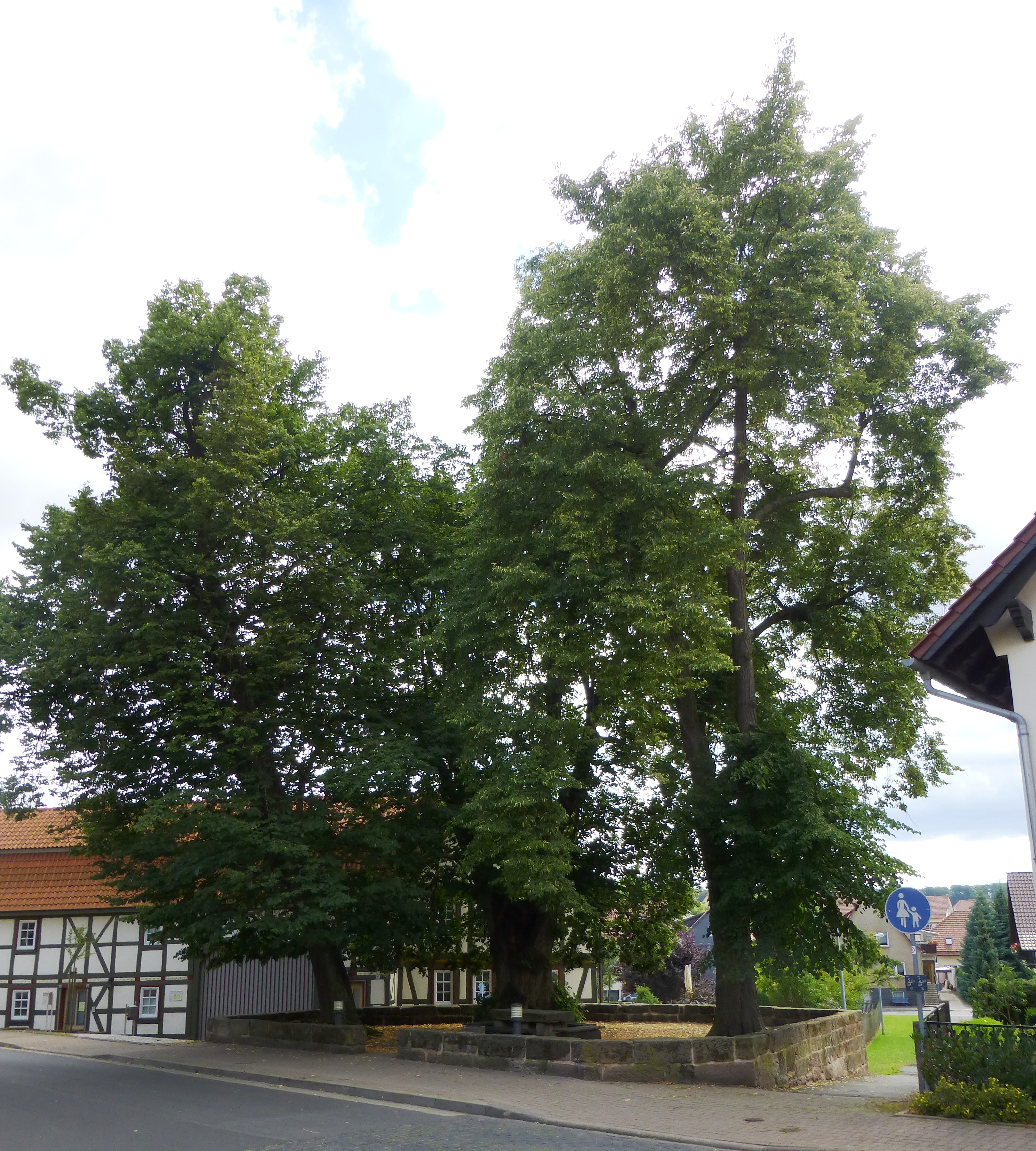
Der Anger von Günterode

- der Dorfanger mit zahlreichen Fachwerkhäusern
- die katholische Kirche St. Georg von 1703
- zwei Teiche
- ein kleines Freibad
- die Antoniusklus und der Flugplatz Eichsfeld in Richtung Heiligenstadt